# It's my precious time!
「It's my precious time!」（イッツ・マイ・プレシャス・タイム）は、石田燿子（Mizuho名義）の楽曲。2007年10月25日にMizuhoの1枚目のシングルとしてHOBiRECORDSより発売された。

## 概要
石田燿子にとって「Mizuho」名義では初のシングルとなる。また、本作品は石田の公式ディスコグラフィには含まれていない。
表題曲は、PCゲーム『FORTUNE ARTERIAL』のイメージソングに起用された。作曲・編曲はDJ SHIMAMURAが担当し、石田に楽曲を提供するのは今回が初めてである。
リミックス・バージョンもRyu☆によって制作され、『FORTUNE ARTERIAL』のソフト初回特典版の特典CD 『FORTUNE ARTERIAL INJECTED MUSIC COLLECTION』に収録されている。

## シングル収録内容
| 全作詞: uriel。 |                                                |           |              |      |
| #               | タイトル                                       | 作詞      | 作曲・編曲   | 時間 |
| 1.              | 「It's my precious time!」                     | uriel     | DJ SHIMAMURA | 4:29 |
| 2.              | 「夢うらら」                                   | uriel     | sumiisan     | 5:12 |
| 3.              | 「It's my precious time!」(カラオケ)           | uriel     |              | 4:29 |
| 4.              | 「夢うらら」(カラオケ)                         | uriel     |              | 5:13 |
| 5.              | 「It's my precious time!」(electro disco ver.) | uriel     | DJ SHIMAMURA | 5:19 |
| 合計時間:       | 合計時間:                                      | 合計時間: | 24:42        |      |

## 収録アルバム
It's my precious time!
- 『FORTUNE ARTERIAL Original Sound Track』（2008年5月30日）
- 『FORTUNE ARTERIAL INJECTED MUSIC COLLECTION』（2015年8月28日）※Pop Speed Techno Mix収録
- 『DJ SHIMAMURA:ESSENTIAL WORKS』（2010年3月26日）
- 『AUGUST 10th MEMORIAL』（2011年12月29日）
- 『トラベリング・オーガストレコーディングアルバム～ARTICLE AUGUST～』（2013年9月27日）
- 『AUGUST LIVE! 2016 レコーディングアルバム 絢爛クラリティ』（2016年10月28日）※2016 Ver.収録